# La Durantaye
La Durantaye est une municipalité de paroisse dans la municipalité régionale de comté de Bellechasse au Québec (Canada), située dans la région administrative de Chaudière-Appalaches.

## Histoire
La municipalité, de même que Saint-Michel-de-Bellechasse et Saint-Vallier, sont situées sur le territoire de l'ancienne seigneurie de La Durantaye, concédée en 1672 par le gouverneur Frontenac à Olivier Morel de La Durantaye, alors capitaine du régiment de Carignan-Salières.

### Chronologie
- 4 août 1910 : Érection de la paroisse de Saint-Gabriel Archange.
- 1913 : La paroisse de Saint-Gabriel Archange devient la paroisse de La Durantaye.

Sur cette carte levée en 1709, on peut y lire de nom de La Durantaye

## Géographie
Le bras Saint-Michel coule du sud-ouest au nord-est à la limite sud-est de la municipalité et le crénon de la rivière Blanche, qui coule vers le nord-est, est situé au sud du village.

## Démographie
| 1996 | 2001 | 2006 | 2011 | 2016 | 2021 |
| ---- | ---- | ---- | ---- | ---- | ---- |
| 721  | 710  | 703  | 722  | 755  | 782  |

## Administration
Les élections municipales se font en bloc pour le maire et les six conseillers.
| La Durantaye Maires depuis 2001                                                                                      |                                     |         |          |
| Élection | Maire                               | Qualité | Résultat |
| 2001 | Andrée Couillard-Després Lamontagne |         | Voir     |
| 2005 | Andrée Couillard-Després Lamontagne | Voir    |          |
| 2009 | Jean-Paul Lacroix                   |         | Voir     |
| 2013 | Yvon Dumont                         |         | Voir     |
| 2017 | Yvon Dumont                         | Voir    |          |
| 2021 | Yvon Dumont                         | Voir    |          |
| Élection partielle en italique Depuis 2005, les élections sont simultanées dans toutes les municipalités québécoises |                                     |         |          |